# Chessgames.com
Chessgames.com är en stor schackgemenskap på Internet, med över 351 000 medlemmar. Webbplatsen har en stor databas av schackpartier där varje parti har en särskild plats för kommentarer och analys. Standardmedlemskap är gratis och sidan är öppen för spelare på alla nivåer.
Chessgames.com är en plats där medlemmarna diskuterar schack och analyserar positioner utan att själva spela schack i realtid, med undantag för lagtävlingar och gemensamma utmaningar. Sidans medlemmar har varit mycket framgångsrika i att representera världen mot olika världsmästare i schack. Sidans funktioner tillåter studier i öppningar, slutspel och offer. Detta inkluderar öppningsrepertoarer för varje spelare i databasen.